# La vendetta è un piatto che si serve freddo
La vendetta è un piatto che si serve freddo è un film del 1971, diretto da Pasquale Squitieri.

## Trama
Jim Bridges detto Capelli gialli, cresciuto nell'odio degli indiani che gli han sterminato la famiglia, diventato adulto decide di vendicare i familiari divenendo un cacciatore di indiani. Ma poi scopre che non erano indiani, ma bensì bianchi travestiti tesi a terrorizzare la zona per instaurare la proprietà del feroce Perkins. Con astuzia riesce ad entrare al servizio di Perkins e a vendicarsi anche grazie all'aiuto tempestivo degli stessi pellerossa.